# Петрицьке (Брагінський район)
Петрицьке — (біл. вёска Пятрыцкае), село (веска) в складі Брагінського району Гомельської області Білорусі. Село підпорядковане Малейківській сільській раді і в ньому мешкає 117 осіб (станом на 2004 рік).
Село Петрицьке розташоване на південному сході Білорусі, у південній частині Гомельської області, неподалік від районного центру Брагіна (за 17 кілометрів на північний схід).

## Відомі люди
- Веремейчик Володимир Михайлович — білоруський поет.